# Sarnisko
Sarnisko (niem. Rehbach) – zanikający strumień w północno-zachodniej Polsce. Płynie przez północną część Puszczy Bukowej w województwie zachodniopomorskim.
Sarnisko ma źródło u zachodniego podnóża Lisiej Góry, jest zasilane wodami wywierzyska na jej północnym stoku, płynie ku północnemu wschodowi wąską, gęsto zarośniętą dolinką i zanika po południowej stronie nasypu autostrady berlińskiej. Przy wysokim stanie wody tworzy niewielkie rozlewisko.